# Прапор Гватемали
Прапор Гватемали — один з офіційних символів Гватемали. Офіційно затверджений 28 лютого 1985 року. Співвідношення сторін прапора 5:8.
Прапор є прямокутним полотном, поділеним вертикально на три рівні стрічки. Дві стрічки по боках блакитного кольору, у центрі — білого. На білій стрічці розташований герб Гватемали. Білий колір символізує чесність і чистоту, блакитний — законність та справедливість. Перехрещені гвинтівки на гербі означають рішучість у захисті свободи, шаблі — символ правосуддя та незалежності. Лавровий вінок символізує перемогу та славу. Птах кецаль — символ свободи та суверенітету.

## Історія
|                                                           |
| Прапор Сполучених Провінцій Центральної Америки 1825-1838 |

|           |
| 1838-1843 |

|           |
| 1843-1851 |

|           |
| 1851-1858 |

|           |
| 1858-1871 |